# Karasabai
Karasabai é uma aldeia indígena dos ameríndios Macuxi com cerca de 1 600 habitantes, como registrado em 2009, na região do Alto Tacutu-Alto Essequibo da Guiana. Ele está localizado nas montanhas do sul de Pacaraima, e perto do rio maú, que corre para o sul até o rio Amazonas.

## Lenda
Segundo as lendas do povo macuxi, Macunaíma desceu à Terra e os povos indígenas são seus descendentes. Em suas viagens, Macunaíma passou por um riacho onde estava localizado um tesouro. Ele decidiu transformar o tesouro em pedra. A aldeia de Karasabai está localizada na baía desse riacho.

## Visão geral
Karasabai tem uma escola e uma clínica de saúde. A cidade grande mais próxima é a Normandia, no Brasil. O idioma principal de seus habitantes é o macuxi, com o inglês como idioma secundário. A principal religião é o cristianismo.
Em dezembro de 2020, uma ambulância, customizada para terrenos acidentados, foi entregue à comunidade. Em março de 2021, 112 tratores foram entregues a aldeias ameríndias, incluindo Karasabai, 'para impulsionar a agricultura para garantir que a segurança alimentar em todo o interior seja sustentada e garantida para que nosso povo não passe fome em tempos de desastre e que a agricultura seja tomada para um nível diferente.' segundo a ministra de Assuntos Ameríndios, Pauline Sukhi.
A partir de 2019, a aldeia está negociando os direitos territoriais indígenas com o governo da Guiana.
Karasabai está conectada a Lethem por estrada. Em 2016, uma estrada foi construída para Monkey Mountain. O Aeroporto de Karasabai está localizado perto da vila. Não há sinais de rádio ou televisão. Os serviços telefônicos e o acesso à internet são muito limitados.
O Projeto de Desenvolvimento Comunitário de G$ 5M de Karasabai foi lançado em 20 de janeiro de 2018 como parte do Fundo de Desenvolvimento Ameríndio para estabelecer uma indústria de turismo.

## Economia
A economia da aldeia baseia-se na agricultura de subsistência e na criação de gado.
Lançado em janeiro de 2018, o Kezeé Eco Lodge é um empreendimento turístico localizado na vila. Karasabai é um dos poucos locais onde o periquito-do-sol ( ratinga solstitialis ) pode ser observado em estado selvagem.